# The Vagabond Trail
The Vagabond Trail è un film muto del 1924 diretto da William A. Wellman. La sceneggiatura si basa su Donnegan, romanzo di George Owen Baxter pubblicato a New York nel 1923. È ritenuto un film perduto.

## Trama
Donnegan è diventato un vagabondo andando alla ricerca del fratello scomparso. Un giorno, scoperto mentre sta viaggiando su un treno merci, rimane ferito quando viene buttato giù dal treno in corsa. L'uomo viene raccolto dal colonnello Macon e da sua figlia Lou che si prendono cura di lui. Ormai guarito, Donnegan scopre che Lord Nick, il fidanzato di Lou e socio disonesto di Macon, è proprio suo fratello. Messo davanti alle sue responsabilità, Lord Nick si pente, rinunciando a Lou per Donnegan e restituendo il maltolto al colonnello.

## Produzione
Il film fu prodotto dalla Fox Film Corporation.

## Distribuzione
Il copyright del film, richiesto dalla Fox Film Corp., fu registrato il 9 marzo 1924 con il numero LP20035.
Distribuito dalla Fox Film Corporation, il film uscì nelle sale cinematografiche statunitensi il 9 marzo 1924.
Non si conoscono copie ancora esistenti della pellicola che viene considerata presumibilmente perduta.